# Schinderberg (Nuthe-Urstromtal)
Der Schinderberg ist eine 51,1 m ü. NHN hohe Erhebung auf der Gemarkung des Ortsteils Frankenförde der Gemeinde Nuthe-Urstromtal im Landkreis Teltow-Fläming in Brandenburg. Die Erhebung befindet sich rund 620 m nördlich des Dorfzentrums in einem Waldgebiet. Südlich fließt der Frankenförder Dorfgraben, westlich das Pfefferfließ vorbei.